# Donucovací prostředek
Donucovací prostředek je v právu takový prostředek, který je oprávněn užít policista (Policie České republiky), strážník (obecní policie), příslušník Vězeňské služby ČR a příslušník Celní správy ČR k ochraně bezpečnosti své osoby, jiné osoby nebo majetku, anebo k ochraně veřejného pořádku.

## Donucovací prostředky policisty
Použití donucovacích prostředků je upraveno zákonem o Policii České republiky. Uvedený zákon za donucovací prostředky považuje:
- hmaty, chvaty, údery a kopy,
- slzotvorný, elektrický nebo jiný obdobně dočasně zneschopňující prostředek,
- obušek a jiný úderný prostředek,
- vrhací prostředek mající povahu střelné zbraně podle jiného právního předpisu s dočasně zneschopňujícími účinky,
- vrhací prostředek, který nemá povahu zbraně,
- zastavovací pás, zahrazení cesty vozidlem a jiný prostředek k násilnému zastavení vozidla nebo zabránění odjezdu vozidla,
- vytlačování vozidlem,
- vytlačování štítem,
- vytlačování koněm,
- služební pes,
- vodní dělo,
- zásahová výbuška,
- úder střelnou zbraní,
- hrozba namířenou střelnou zbraní,
- varovný výstřel,
- pouta,
- prostředek k zamezení prostorové orientace.[1]

## Donucovací prostředky strážníka
Použití donucovacích prostředků je upraveno zákonem o obecní policii. Uvedený zákon za donucovací prostředky považuje:
- hmaty, chvaty, údery a kopy,
- slzotvorný, elektrický nebo jiný obdobně dočasně zneschopňující prostředek,
- obušek a jiný úderný prostředek,
- pouta,
- úder služební zbraní,
- hrozba namířenou služební zbraní,
- varovný výstřel ze služební zbraně,
- technický prostředek k zabránění odjezdu vozidla.[2]

## Donucovací prostředky příslušníka Vězeňské služby ČR
Použití donucovacích prostředků je upraveno zákonem o vězeňské službě a justiční stráži České republiky. Uvedený zákon za donucovací prostředky považuje:
- hmaty, chvaty, údery a kopy sebeobrany
- předváděcí řetízky
- pouta
- poutací popruhy
- pouta s poutacím opaskem
- slzotvorné prostředky
- obušek
- služební pes
- vodní stříkač
- zásahová výbuška
- expanzní zbraně
- úder střelnou zbraní
- hrozba střelnou zbraní
- varovný výstřel.[3]
- vytlačování štítem
- vytlačování vozidlem
- prostředek k zamezení prostorové orientace

## Donucovací prostředky celníka
Použití donucovacích prostředků je upraveno zákonem o Celní správě České republiky. Uvedený zákon za donucovací prostředky považuje:
- hmaty, chvaty, údery nebo kopy
- slzotvorný, elektrický nebo jiný obdobně dočasně zneschopňující prostředek
- obušek nebo jiný úderný prostředek
- pouta
- služební pes
- technické prostředky k zabránění odjezdu vozidla
- zastavovací pás a jiné prostředky k nucenému zastavení vozidla
- úder střelnou zbraní
- hrozba namířenou střelnou zbraní
- varovný výstřel
- zásahová výbuška
- prostředek k zamezení prostorové orientace
- vytlačování vozidlem